# Drycothaea parva
Drycothaea parva là một loài bọ cánh cứng trong họ Cerambycidae.